# Simon Amstell

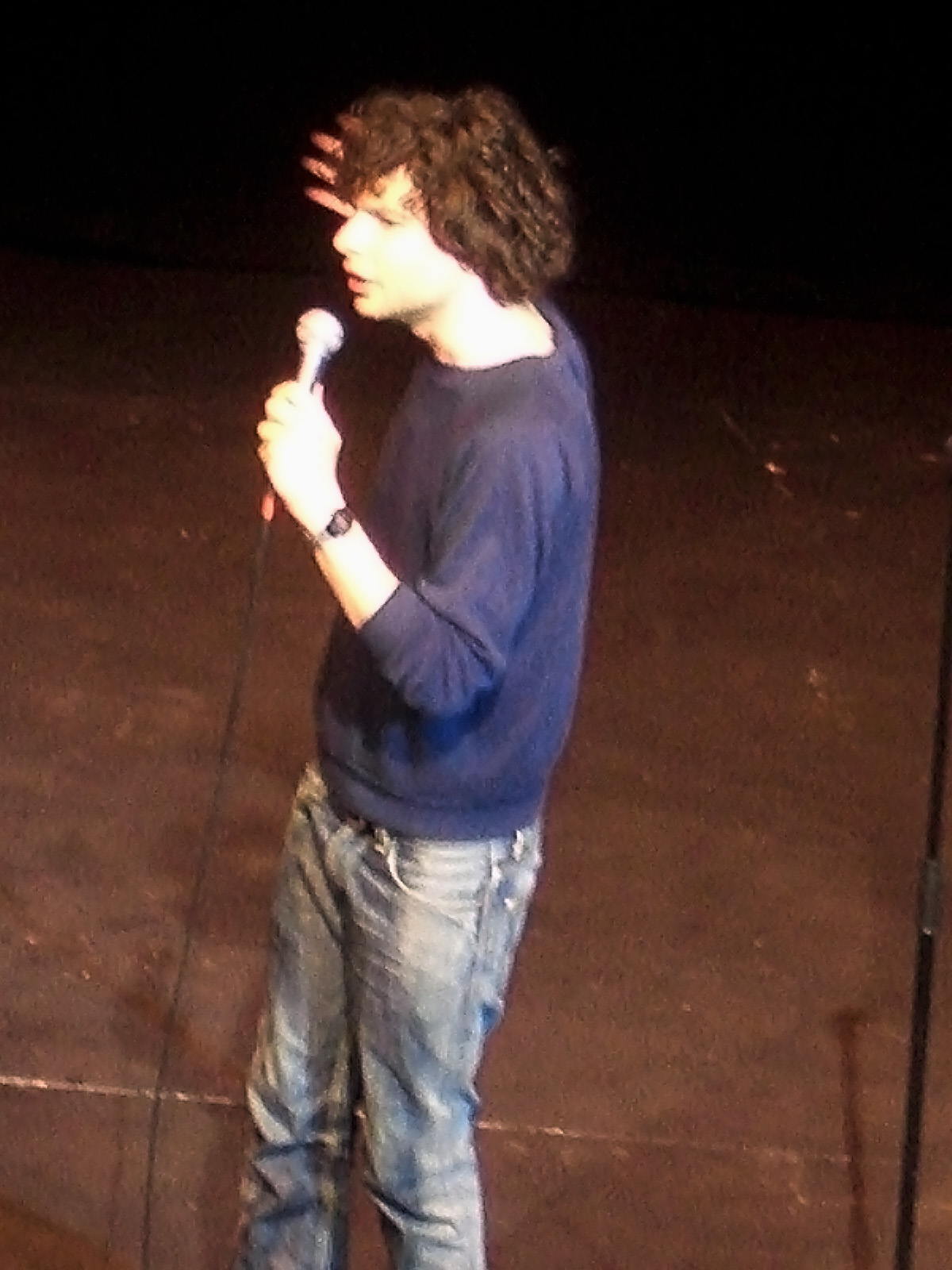
Simon Amstell

Simon Marc Amstell, född 1979, är en brittisk komiker som ledde frågeprogrammet Never Mind The Buzzcocks åren 2007-2009. Hans första TV-uppdrag var 1998 på barnkanalen Nikelodeon, men han sparkades enligt egen uppgift då han "var sarkastisk och elak mot barn". Amstell är vegan.